# Haute École de musique
Cet article concerne Lausanne, Fribourg et Sion. Pour Genève et Neuchâtel, voir Haute École de musique de Genève.
Ne doit pas être confondu avec Conservatoire de Lausanne.
 (avril 2016).
Si vous disposez d'ouvrages ou d'articles de référence ou si vous connaissez des sites web de qualité traitant du thème abordé ici, merci de compléter l'article en donnant les références utiles à sa vérifiabilité et en les liant à la section « Notes et références ».
 (décembre 2020).
La Haute École de Musique (HEMU) est une institution d'enseignement professionnelle supérieure de la musique à Lausanne, Fribourg et Sion en Suisse où sont enseignés la musique classique, le jazz et les musiques actuelles.

## Présentation
La Haute École de Musique (HEMU) dépend d'une fondation de droit public : la Fondation du Conservatoire de Lausanne. Elle fait partie du Domaine Musique et arts de la scène de la Haute école spécialisée de Suisse occidentale (HES-SO). 
La mission de la HEMU est l’enseignement de la musique au niveau universitaire. Elle offre des formations de types Bachelor (180 crédits ECTS), Master (120 crédits ECTS) et des formations continues en musique classique, en jazz et en musiques actuelles accréditées par la Confédération suisse.
Son enseignement est réparti sur trois sites en Suisse romande : Lausanne, Fribourg et Sion.
La qualité de l’enseignement dans le domaine musical est également assurée par l’appartenance de la HEMU à l'Association européenne des Conservatoires (AEC).
L'école accueille plus de 500 étudiants de 39 nationalités différentes.[réf. nécessaire]

## Historique

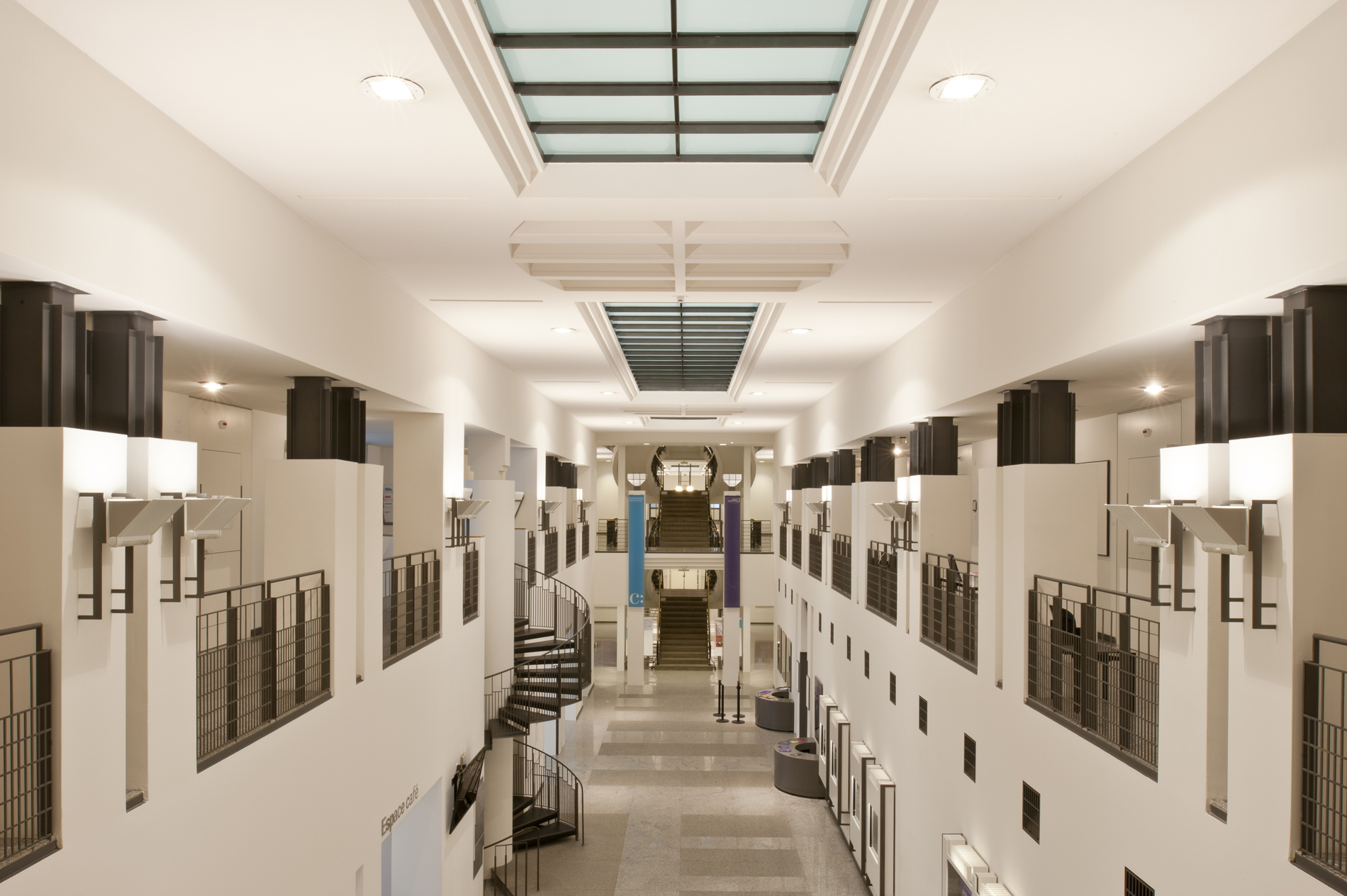
Les anciennes Galeries du Commerce de Lausanne, actuel site principal de la HEMU.

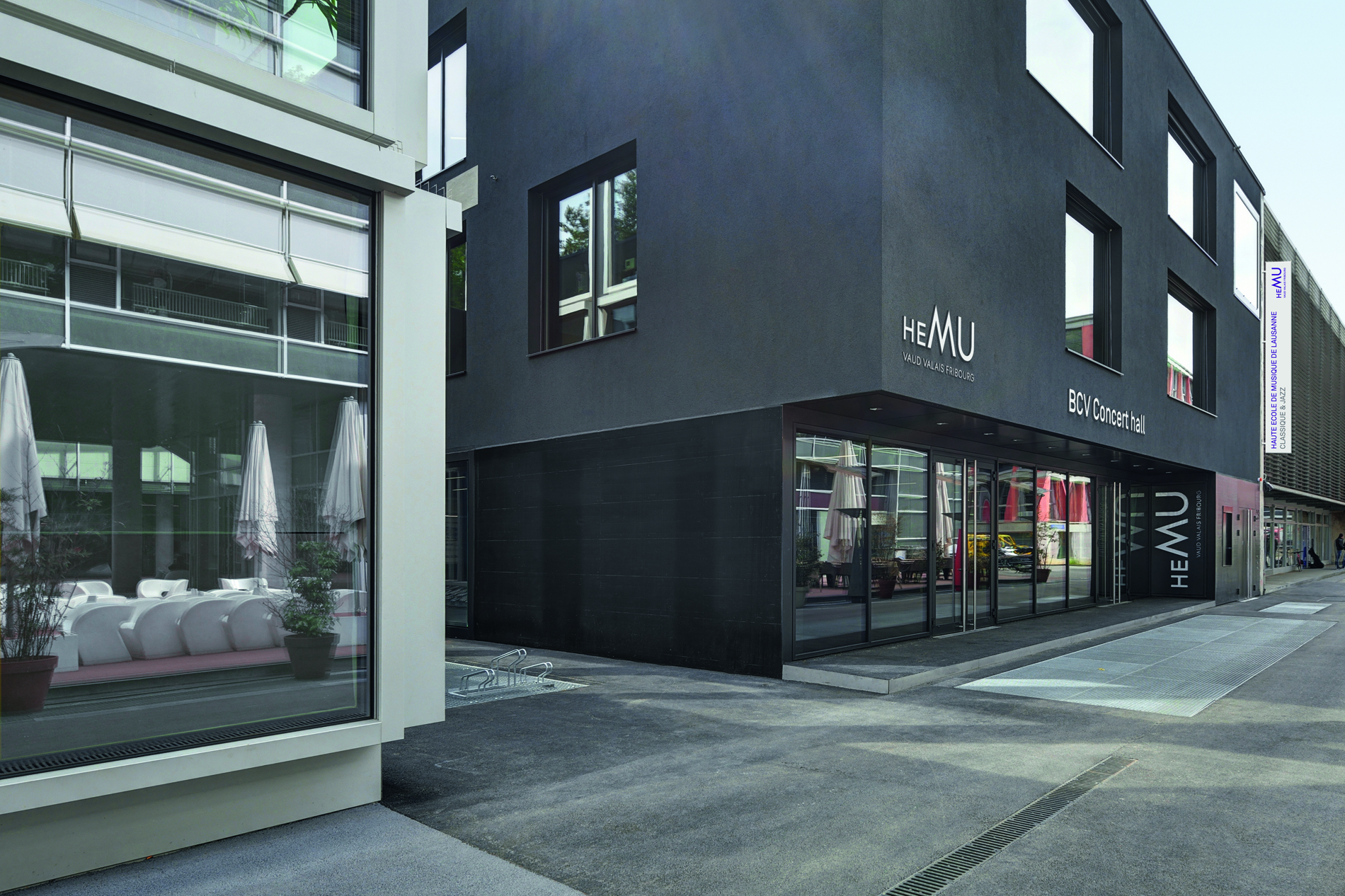
Le bâtiment de la HEMU au Flon à Lausanne.

Fondé en 1861 par Gustave-Adolphe Koëlla, le Conservatoire de Lausanne avait pour double objectif de permettre aux amateurs d'étudier la musique et aux futurs musiciens professionnels de se former. En 2008, la Fondation du Conservatoire de Lausanne est créée et distingue son enseignement professionnel rattaché à la HEMU, de son enseignement non professionnel, rattaché au Conservatoire de Lausanne. 
Depuis 1990, le site principal de la HEMU se situe dans les anciennes Galeries du Commerce, dans le quartier de Saint-François à Lausanne. La HEMU est aussi présente au cœur du quartier du Flon, dans un bâtiment contemporain construit en 2014 qui abrite également une salle de concert de 300 places dont les équipements sont modulables. Depuis 2008, la formation professionnelle de la musique classique en Valais (Sion) et à Fribourg est intégrée à la HEMU.

## Formation
La HEMU propose plus de cinquante programmes de formations Bachelor et Master intégrées au système de Bologne, ainsi que plusieurs programmes de formation continue. L'enseignement est basé sur l'association entre pratique et théorie. Les études sont partagées entre cours particuliers, cours théoriques, conférences, activités et ateliers collectifs. Le cursus Bachelor of Arts s’articule sur trois ans et celui du Master of Arts sur deux ans. De nombreuses orientations sont proposées au sein des différentes filières Bachelor et Master.[réf. nécessaire]
La HEMU propose neuf grandes activités d’ensemble qui, grâce à des liens privilégiés avec de nombreuses institutions musicales et culturelles, se produisent régulièrement hors des murs de l’école.[réf. nécessaire]

## Personnalités liées à l'école
- Brigitte Balleys
- Robin de Haas
- Yvan Peacemaker, adjoint de direction en charge des Musiques actuelles dès août 2024[3]
- Yardani Torres Maiani, violoniste et compositeur espagnol.